# Sergei Witaljewitsch Boschin
Sergei Witaljewitsch Boschin (russisch Сергей Витальевич Божин; * 12. September 1994 in Samara) ist ein russischer Fußballspieler.

## Karriere
Boschin begann seine Karriere bei Junit Samara. Im August 2011 wechselte er in die Jugend von Krylja Sowetow Samara. Im April 2013 stand er gegen Zenit St. Petersburg erstmals im Profikader. Im Juni 2013 gab er in der Abstiegsrelegation gegen Spartak Naltschik sein Profidebüt. In der Saison 2013/14 kam er für die Profis nie zum Einsatz. Nach dem Abstieg Samaras kam er in der Saison 2014/15 zu 17 Einsätzen in der Perwenstwo FNL, in denen er ein Tor erzielte. Mit dem Klub gelang ihm der direkte Wiederaufstieg. In der Saison 2015/16 kam er allerdings erneut nie zum Zug. Im August 2016 debütierte der Verteidiger gegen Spartak Moskau schließlich in der Premjer-Liga. In der Saison 2016/17 absolvierte er 14 Erstligapartien. Mit KS Samara stieg er allerdings am Ende jener Spielzeit erneut in die Perwenstwo FNL ab.
Nach dem Abstieg wechselte er zur Saison 2017/18 zum Drittligisten FK Lada Toljatti. Für Lada machte er elf Spiele in der Perwenstwo PFL. Im März 2018 schloss er sich dem Ligakonkurrenten FK Sysran-2003 an. Für Sysran kam er bis Saisonende zu acht Drittligaeinsätzen. Zur Saison 2018/19 wechselte Boschin zum Zweitligisten FK Fakel Woronesch. Für Fakel kam er in der Saison 2018/19 zu 37 Zweitligaeinsätzen. Zur Saison 2019/20 wechselte er zum Ligakonkurrenten Torpedo Moskau. Bis zum COVID-bedingten Saisonabbruch kam er zu 25 Einsätzen in der zweithöchsten russischen Spielklasse.
Zur Saison 2020/21 kehrte der Abwehrspieler nach Samara zurück. In der Saison 2020/21 kam er zu 30 Zweitligaeinsätzen für Krylja Sowetow, zu Saisonende stieg er mit dem Verein in die Premjer-Liga auf. Nach dem Aufstieg kam er aber nur noch fünfmal in der Premjer-Liga zum Zug. Zur Saison 2022/23 kehrte Boschin nach Woronesch zurück, das mittlerweile ebenfalls in die Premjer-Liga aufgestiegen war.